# Arquieparquia de Thrissur
A Arquieparquia de Thrissur (Archieparchia Trichuriensis) é uma arquieparquia da Igreja Católica Siro-Malabar situada na Costa do Malabar, em Kerala, na cidade de Thrissur, na Índia. É fruto da elevação da Eparquia de Trichur, que antes era parte do vicariato apostólico de Verapoly. Seu atual arcebispo é Andrews Thazhath. Sua sé é a Catedral Metropolitana Nossa Senhora de Lourdes, em Thrissur.
Possui atualmente 185 paróquias, 13 seminários além de hospitais, colégios e institutos de educação.

## História
Pela Bula papal "Quod Jam Pridem", emitida pelo Papa Leão XIII em 20 de maio de 1887, os adotantes do rito oriental estavam dispensados da jurisdição da Arquidiocese de Verapoly, do rito latino. Dessa forma, foram criados dois novos vicariatos apostólicos, de Kottayam e Thrissur.
Pela carta apostólica "Quae Rei Sacrae", Leão XIII desmembrou os dois vicariatos em 3, criando os vicariatos apostólicos de Thrissur, Ernakulam e Changanacherry.
O rápido e notável progresso que os católicos siro-malabares fizeram sob as ordens dos bispos indianos no decurso de poucos anos foi altamente apreciado pela Santa Sé e como resultado, em 21 de dezembro de 1923 pela bula "Romani Pontifices" emitida pelo Papa Pio XI, foi criada a província eclesiástica Siro-Malabar, com a elevação de Ernakulam-Angamaly a Arquidiocese e de Thrissur, Kottayam e Changanacherry a eparquias sufragâneas.
A Bula "Apostolico Requirente", emitida pelo Papa Paulo VI em 20 de junho de 1974, desmembrou da eparquia de Trichur a eparquia de Palakkad. E pela bula "Trichuriensis Eparchiae", do mesmo Papa emitida em 22 de junho de 1978, foi desmembrada a eparquia de Irinjalakuda.
Em 18 de maio de 1995, por meio da bula papal "Spirituali bono Christi fidelium" do Papa João Paulo II, é elevada a Arquidiocese Metropolitana.

## Prelados

### Vigários Apostólicos
- Giovanni Menachery (1896 - 1919)
- Mar Francesco Vazhapilly (1921 - 1923)

### Bispos
- Mar Francesco Vazhapilly (1923 - 1942)
- Mar George Alapatt (1944 - 1970)
- Mar Joseph Kundukulam (1970 - 1995)

### Arquieparcas
- Mar Joseph Kundukulam (1995 - 1996)
- Mar Jacob Thoomkuzhy (1996 - 2007), atual arcebispo-emérito
- Mar Andrews Thazhath (2007 - atual)